# Min (mitologia)

Min (in egizioː mnw) è una divinità egizia appartenente alla religione dell'antico Egitto, il cui culto ebbe origine in epoca predinastica (IV millennio a.C.). Veniva raffigurato in varie forme, ma più di frequente con aspetto umano, con il pene eretto (itifallico) stretto nella mano destra e la mano sinistra alzata (forse per suggerire la penetrazione o come gesto minaccioso verso i propri nemici), con un flagello. Era il dio della fertilità, della riproduzione, del raccolto, del principio maschile e della virilità, particolarmente venerato a Copto, nell'Alto Egitto e, fino al Medio Regno, comunemente fuso a Horus (Min-Horus). Assimilato ad Amon nella teologia tebana, in virtù di tale accostamento era venerato come un dio creatore capace di generare, mediante la propria potenza sessuale, la vita.

## Iconografia

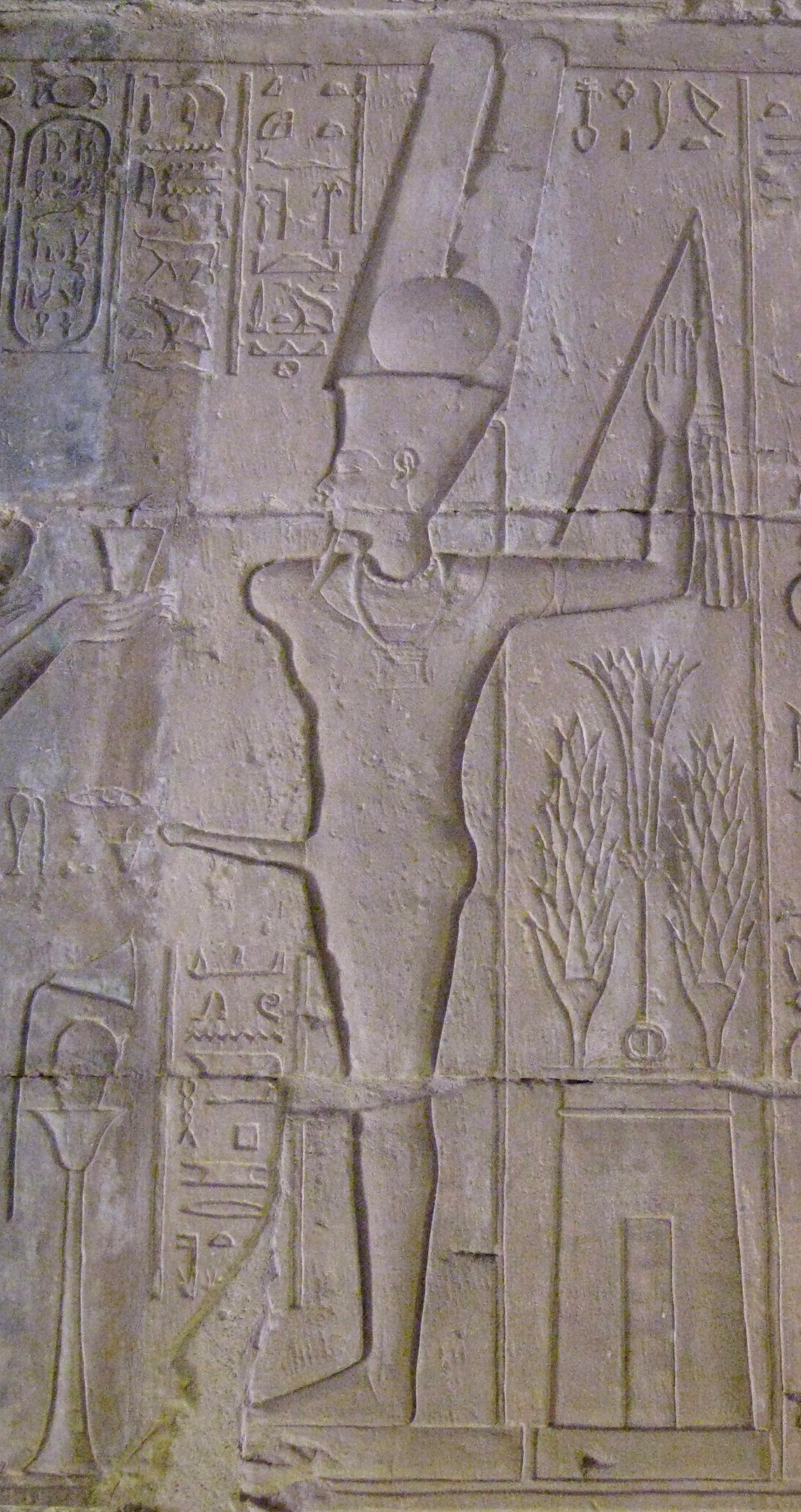
Min assimilato a Ra, e per questo sormontato dal disco solare. Dietro di lui vi sono piante di lattuga, a lui sacra. Deir el-Medina.

Nell'arte egizia, Min era raffigurato avvolto in un sudario, o mummificato, con una corona di piume in capo. Con la mano destra impugnava, talvolta, il proprio pene eretto, mentre nella sinistra, rivolta verso l'alto, poteva stringere un flagello - riferimento alla propria autorità, o a quella del faraone, ma forse anche come riferimento alla costellazione di Orione. Intorno alla testa aveva un nastro rosso lungo fino a terra, forse un ennesimo riferimento alla sessualità, secondo alcune interpretazioni. La sua pelle era spesso nera, come la terra più fertile.
I simboli di Min erano un toro bianco (chiamato Toro dal Grande Fallo), una freccia dentata e la lattuga. Gli egizi credevano che la lattuga fosse un afrodisiaco; siccome le varietà di questa pianta presenti nella valle del Nilo crescevano alte e strette e, se strofinate, rilasciavano una sostanza bianca, simile al latte, ma assimilata allo sperma, così come le altre caratteristiche fisiche ricordavano, agli egizi, i genitali maschili. Ancora durante la dominazione romana dell'Egitto, l'imperatore (ma anche faraone) Augusto fu raffigurato, nel tempio di Kalabsha, nell'atto di offrire lattughe al dio Min.
Esistono anche raffigurazioni di dee guerriere con il peculiare corpo di Min (incluso il fallo), il che portò a immagini di Min con la testa di leonessa tipica di Sekhmet. Così compare, per esempio, nel tempio di Khonsu a Karnak, mentre viene adorato da Ramesse IV.
A causa della vistosa erezione presente nella maggior parte delle raffigurazioni, molti dipinti, rilievi o statue di Min furono vandalizzati o censurati nel corso dei millenni, a partire dell'epoca cristiana fino al XIX secolo.

## Storia

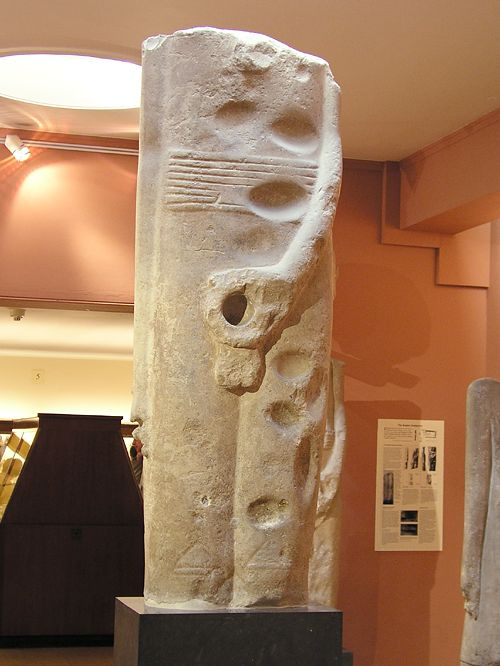
Colosso di Min scoperto da Flinders Petrie a Copto, risalente al Periodo predinastico. Insieme a un'altra, si tratta della più antica statua colossale della storia egizia finora pervenuta. Testa e piedi sono mancanti, ma sono riconoscibili il braccio e la mano chiusa per reggere il fallo eretto. Ashmolean Museum, Oxford.

L'egittologo britannico Flinders Petrie portò alla luce due colossi di Min a Copto, risalenti all'epoca predinastica dell'Egitto (oggi all'Ashmolean Museum), segno che il culto di questo dio è uno dei più antichi della storia egizia; i colossi scoperti da Petrie sono il primo esempio conosciuto di statuaria egizia di grandi dimensioni. Min compare forse nei Testi delle piramidi, risalenti alla V e VI dinastia (complessivamenteː 2510 a.C. - 2192 a.C.), non menzionato per nome, ma tramite l'epiteto Colui il cui braccio è levato a Occidente che si adatta alla tradizionale iconografia del dio. La sua importanza crebbe nel Medio Regno (2055 a.C. - 1650 a.C.), quando venne talvolta fuso a Horus, formando la divinità Min-Horus.

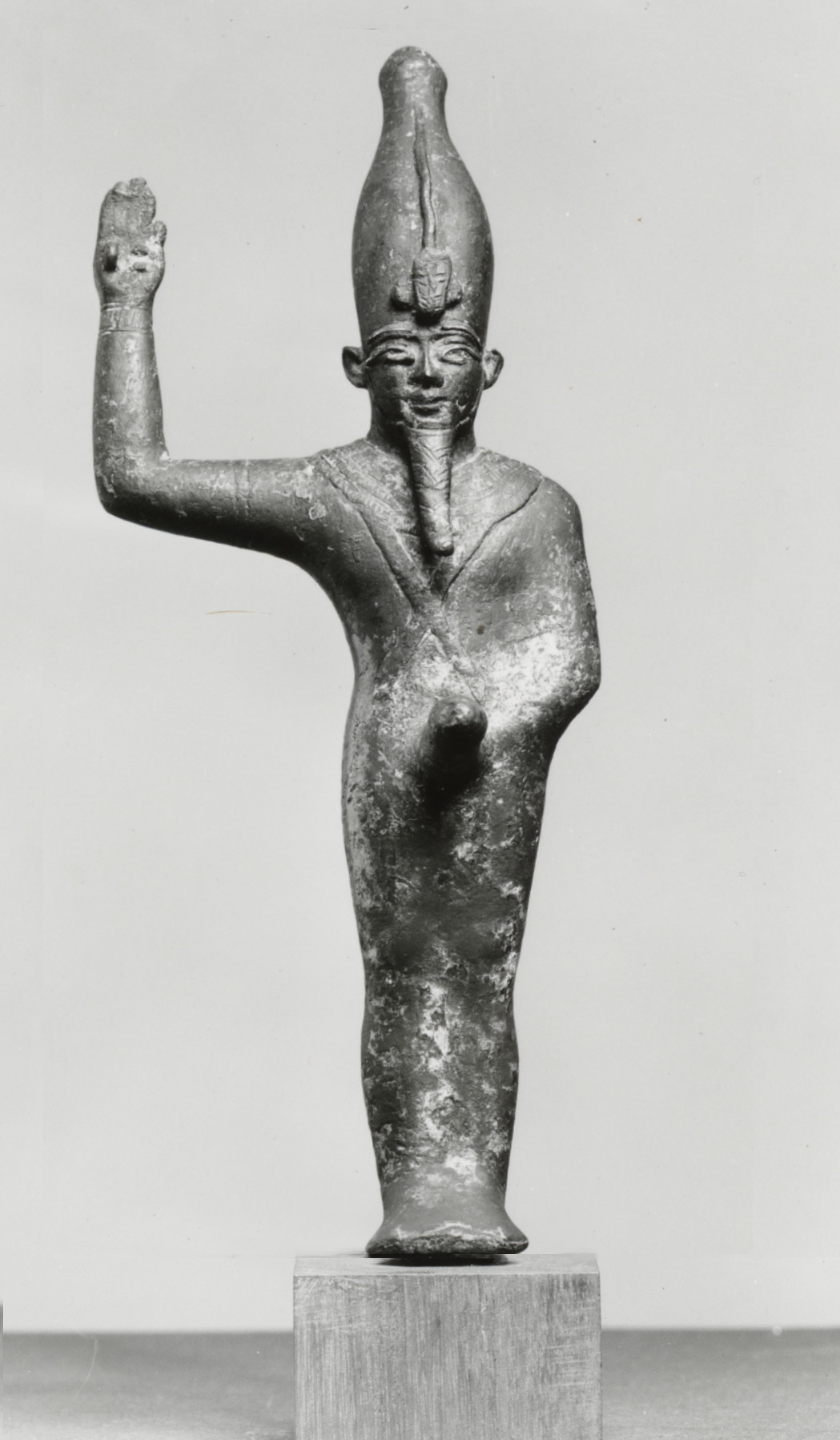
Statuetta di Amon-Min Kamutef in bronzo, nella postura tradizionale ma privo della solita corona piumata a favore della corona bianca dell'Alto Egitto. Periodo tardo. Walters Art Museum, Baltimora.

Quando l'Egitto conquistò Kush, la principale divinità dei kushiti fu assimilata ad Amon. La divinità kushita aveva la testa di un lanoso ariete dalle corna ricurve; Amon gli fu accostato anche iconograficamente. Poiché gli arieti erano simbolo di virilità e prestanza sessuale, Amon divenne anche un dio della fertilità, assorbendo l'identità del dio Min. Ne derivò il dio Amon-Min. Questa correlazione con la virilità gli valse l'epiteto di Kamutef, che significa Toro di Sua Madre, forma in cui compare sulle pareti di Karnak, itifallico e munito di flagello, così come veniva rappresentato Min. Il tabernacolo della statua di Min era sormontato da due corna di toro.
Come principale divinità della fertilità e, probabilmente, dei riti orgiastici, Min fu identificato dai greci con il dio Panː Akhmim, uno dei centri del culto di Min, fu ribattezzata Panopoli, città di Pan.

## Culto
Come dio della potenza sessuale maschile, Min era specialmente onorato nel corso dell'incoronazione del faraone nel Nuovo Regno, cerimonia durante la quale sembra che il sovrano dovesse spargere il proprio seme. Si ritiene che tale azione fosse simboleggiata dallo spargimento di semi di piante, ma non mancano teorie controverse secondo le quali il faraone avrebbe dovuto dimostrare di essere in grado di eiaculare, assicurando così l'annuale piena del Nilo, determinante per la prosperità dell'Egitto. Quando generava un erede, il re veniva paragonato a Min.
Era inoltre un dio lunare, invocato in quest'aspetto con l'epiteto di Protettore della Luna. Gli ultimi giorni del calendario lunare gli erano sacri, e in epoca tolemaica gli fu perfino dedicato il quinto mese dell'anno.
Il culto di Min era molto sentito a Copto e ad Akhmim (Panopoli), nell'Alto Egitto, dove si svolgevano grandi feste, con presentazioni di offerte, in occasione della processione che portava la sua statua fuori dal tempio attraverso i campi. A dispetto del suo ruolo di dio della fertilità e della sessualità, Min era anche associato al deserto orientale, e per questo invocato anche come patrono delle carovane.

## Kamutef
Kamutef era l'epiteto, che significa Toro di Sua Madre, dato alle divinità Min e Amon. In geroglifico si indicava con:
| E1 | G14 | X1 · I9 |

traslitteratoː k3mwtf. L'epiteto di Colui Che Si accoppia con la Madre nacque durante il Nuovo Regno e può riferirsi a Iside madre di Horus-Min oppure ad Amonet. Indica il divenire contemporaneamente padre e figlio divini, ricomprendendo anche il sovrano (divinità egli stesso).